# Maren Wurster
Maren Wurster (* 1976 in Filderstadt) ist eine deutsche Autorin und Schriftstellerin. 

## Werdegang
Sie hat Philosophie, Filmwissenschaft und Germanistik an der Universität zu Köln studiert sowie Literarisches Schreiben am Deutschen Literaturinstitut Leipzig. Neben Romanen veröffentlicht sie Essays und andere Kurzprosa und schreibt für Zeit Online. Maren Wurster lebt im Wendland.

## Werke
- Das Fell, Roman. Carl Hanser Verlag, Berlin 2017. ISBN 978-3446256859
- Papa stirbt, Mama auch. Carl Hanser Verlag, Berlin 2021. ISBN 978-3446271128
- Eine beiläufige Entscheidung, Roman. Carl Hanser Verlag, Berlin 2022. ISBN 978-3446273801
- Totenwache. Eine Erfahrung, Memoir. Leykam Buchverlag, Graz 2022. ISBN 978-3701182497
- Hier bleiben können wir auch nicht, Roman. Berlin Verlag, Berlin 2025. ISBN 978-3827015228

## Auszeichnungen
- 2021: Jahresstipendium Literatur des Landes Niedersachsen[2]
- 2024: Jahresstipendium für Schriftsteller des Ministeriums für Wissenschaft und Kunst des Landes Baden-Württemberg[3]